# 苏赉
苏赉（?—?），又作素赛（《四卫拉特史》称“译成蒙古语就是福隆的意思”），卫拉特蒙古土爾扈特部在15世紀時的首领，父親是奇旺。一说奇旺即《明史》贤义王太平之子捏烈忽，按托忒文《新舊土爾扈特汗諾顏世譜》奇旺是贤义王之子，世系应该有漏记。
1487年，苏赉脱离原来的大四卫拉特聯盟，加入小四卫拉特聯盟。小四卫拉特聯盟由绰罗斯部的阿沙和养罕叔侄主导。阿沙担任太师，养罕担任丞相。1496年，苏赉和养罕的儿子卜六发生矛盾，原因是卜六侵占土尔扈特部在阿尔泰山南麓的大片牧地。1502年，小四卫拉特聯盟又受到东蒙古达延汗和吐鲁番汗国速檀阿黑麻的威胁，逐渐瓦解。
| 前任： 奇旺 | 土尔扈特首领 1487年—16世纪初 | 繼任： 巴雅尔 |